# Artur Speck
Artur Speck (* 19. Juni 1877 in Pirna; † 25. Januar 1960 in Dresden) war ein deutscher Straßenbauingenieur in Sachsen und Ministerialrat in Dresden.

## Leben
Speck war ein Sohn des Pirnaer Oberlehrers und Historikers Oskar Speck. Während seines Studiums wurde er 1896 Mitglied der Sängerschaft Erato Dresden. Er entwickelte in den 1920er Jahren als Ministerialrat und Vorstand der Straßenbaudirektion im Sächsischen Finanzministerium Konzepte für eine Instandsetzung des 3.600 km langen Netzes der sächsischen Staatsstraßen. Damit gelang es ihm, dem aufkommenden Kraftfahrzeugverkehr gerecht zu werden. Er prägte nach dem Ersten Weltkrieg den Ausspruch: „Ein armes Volk kann sich den Luxus schlechter Straßen nicht leisten.“
Bekannt geworden ist seine Konstruktion kreuzungsfreier Anschlüsse bei den „Nur-Auto-Straßen“ (den späteren Autobahnen), in Fachkreisen „Speck-Semmeln“ genannt. Weiteres Neuland betrat er, indem er Verfahren für Verkehrszählungen als Planungsgrundlage entwickelte.
Artur Speck promovierte 1907 mit dem Thema „Geschichte und Theorie der Schwebefährbrücken“. Wissenschaftlich und im Lehrbetrieb wirkte er an der Technischen Universität Dresden und wurde dort 1928 Ehrensenator. Von der Technischen Hochschule Hannover wurde ihm 1954 die Ehrendoktorwürde verliehen.
Er gehörte 12 Jahre lang dem Vorstand des Deutschen Straßenbauverbandes an und nahm an  internationalen Kongressen teil, darunter auch im Jahr 1930 an einem Kongress in Washington. Er verfasste etwa 70 wissenschaftliche Artikel, vorwiegend als Beiträge für Fachzeitschriften.
Ab 1938 war Speck Mitglied der NSDAP. 1941 wurde er zum Ehrenstaffelführer der NSKK ernannt.
Seit 2002 wird jährlich vom Landesverband Sachsen des VSVI (Verein der Straßenbau- und Verkehrsingenieure) der Artur-Speck-Preis vergeben.

## Schriften
- Lebensgeschichte eines Straßenbauers im Zeitalter des Kraftwagens. Von ihm selbst erzählt für jedermann. Bad Godesberg, Kirschbaum, 1964. SLUB
- Die Lücke im sächsischen Staatsstraßennetz nördlich Kamenz : e. straßengesch. Studie um 1830. In: Wissenschaftliche Zeitschrift der Technischen Hochschule Dresden; 7(1957/58), S. 857–865, SLUB
- Die historisch-geographische Entwicklung des sächsischen Straßennetzes. In: Wissenschaftliche Veröffentlichungen des Deutschen Instituts für Länderkunde; 13(1953), S. 131–174.
- Der Kunststraßenbau : eine technisch-geschichtliche Studie von der Urzeit bis heute. Berlin : Ernst, 1950. SLUB
- Die Kronprinzenbrücke über das Spreetal in Bautzen : (Mit 1 Taf.), 1910. SLUB
- Beitrag zur Geschichte und Theorie der Schwebefährbrücken. Dresden, Techn. Hochschule, Diss., 1908. SLUB sowie in: Fortschritte der Ingenieurwissenschaften.; 18,  Leipzig : Engelmann, 1908. SLUB
- Wie ich zur Technik kam : aus d. Lebenserinnerungen e. sächs. Straßenbauers. In: Der Neue Sachsenspiegel; (1986), S. 64–80.
- Die Flurbezeichnung „Zuckmantel“ : e. kritischer Beitr. z. Flurnamenforschung In: Sächsische Heimatblätter; 5(1959), S. 328–335. SLUB
- Bericht über das 50. Stiftungsfest der Sängerschaft Erato an der Technischen Hochschule zu Dresden : 9.-12. Juni 1911. Dresden : C. Heinrich, 1912. DNB